# Elisabeth Pauli
Elisabeth Charlotte Pauli , née le 24 septembre 1906 à Cologne, morte le 24 octobre 1984 à Francfort-sur-le-Main, est une femme peintre et ethnologue allemande. À partir de 1933, elle travaille comme dessinatrice scientifique et assistante de l'ethnologue et archéologue allemand Leo Frobenius puis, après la mort de celui-ci en 1938, une des animatrices de l'Institut Frobenius à Francfort.

## Origines et éducation
Elisabeth Charlotte Pauli, appelée Lotte (Charlotte) par sa famille  mais qui signe habituellement Elisabeth Pauli dans ses publications, est la fille de Heinrich Pauli (1867-1924), militaire et propriétaire terrien, et Maria Johanna Pauli née Bürgers (1889-v. 1950). Elle étudie aux Kölner Werkschulen (de) (écoles d'arts appliqués de Cologne) et suit le cours privé du peintre suisse Johannes Itten, professeur au Bauhaus. De 1928 à 1930, elle travaille à l'atelier du styliste Hans Heinz Lüttgen (de) et aux installations de la foire de Cologne.

## Travail ethnographique

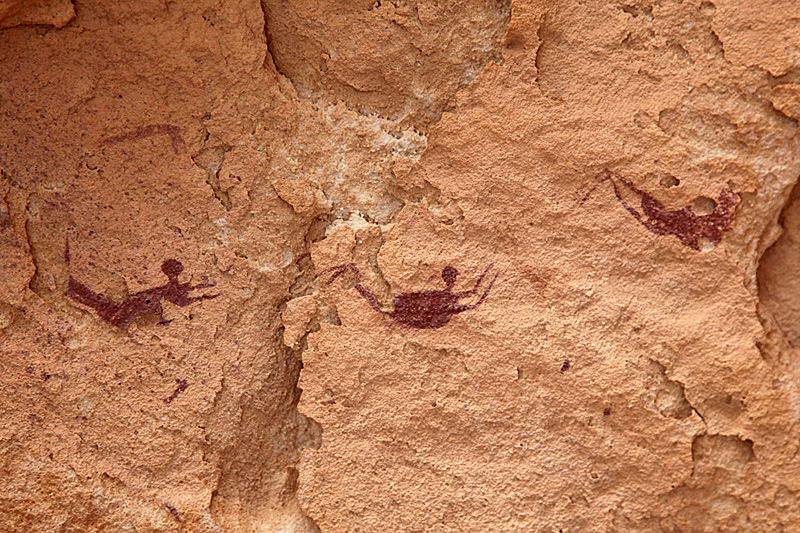
Peinture de la grotte des Nageurs dans le désert égyptien, période humide africaine.

À partir de 1933, elle se joint à l'équipe de l'ethnologue Leo Frobenius qu'elle accompagne dans six expéditions au Sahara et dans les régions montagneuses d'Europe. Elle exécute 326 copies de peintures rupestres,. Cette « joyeuse nature rhénane », surnommée Paulus, est appréciée pour son dynamisme et sa bonne humeur ; elle compose des poèmes et des pièces de théâtre humoristiques,.
En l'état de la technique de l'époque, le relevé des œuvres rupestres consiste à appliquer du papier calque sur les parois rocheuses et dessiner les contours, dans des grottes humides d'accès difficile. Les accidents ne sont pas rares. Une photographie de 1934 montre Elisabeth Pauli  et sa collègue Maria Weyersberg au barranc de la Valltorta en Espagne, perchées sur une paroi abrupte : Maria relève une gravure sur la roche tandis qu'Elisabeth la soutient par les jambes. Frobenius montrait volontiers ce genre d'image pour illustrer l'authenticité et le caractère risqué de leur travail. L'équipe de Frobenius se singularise par le fait de compter une majorité de femmes : onze contre neuf hommes. Frobenius, dans ses présentations d'expositions, rend hommage à l'énergie et l'endurance de ces femmes qui, sous des conditions matérielles et climatiques difficiles, accomplissaient un travail immense dans des régions isolées du monde.
Pendant la Seconde Guerre mondiale, alors que beaucoup d'hommes sont mobilisés, Elisabeth Pauli et d'autres femmes, Hildegard Klein (1904-1989), Hertha von Dechend (1915-2001) et Karin Hahn-Hissink(1907-1981)  s'emploient à faire vivre l'institut ethnographique de Francfort-sur-le-Main ; on les surnomme « l'État des Amazones » ou « les Frobénides ».
Après la guerre, Elisabeth Pauli continue son travail à l'institut, devenu Institut Frobenius. Elle participe à deux missions en Éthiopie où elle exécute un travail d'ethnographe à part entière. Elle épouse Adolf Ellegard Jensen (de) (1899-1965), adjoint de Frobenius et son successeur à la tête de l'institut,.
De 1933 à 1955, elle participe aux expéditions suivantes :
- 1933 : désert Libyque (Libyen II)
- 1934-1935 : Transjordanie et sud de la France
- 1934 : sud de la France et est de l'Espagne
- 1936 : nord et nord-ouest de l'Espagne
- 1936 : Val Camonica (Italie, Italien II)
- 1937 : Val Camonica et Istrie (Italien III)
- 1950-1952 : sud de l'Éthiopie (Äthiopien II)
- 1954-1955 : sud de l'Éthiopie (Äthiopien III)

## Dans la fiction
Elisabeth Pauli a participé à la découverte des peintures de la grotte des Nageurs sur le plateau du Gilf al-Kabir, dans le désert Libyque. Ce site sert de cadre à un épisode du roman Michael Ondaatje, L'Homme flambé (1992) et de son adaptation au cinéma, Le Patient anglais d' Anthony Minghella (1996).